# Methanoculleus
Genre
Espèces de rang inférieur
- Methanoculleus bourgensis
- Methanoculleus chikugoensis
- Methanoculleus horonobensis
- Methanoculleus hydrogenitrophicus
- Methanoculleus marisnigri
- Methanoculleus palmolei
- Methanoculleus receptaculi
- Methanoculleus submarinus
- Methanoculleus thermophilus

Methanoculleus est un genre d'archées méthanogènes de l'ordre des Methanomicrobiales.